# Генеральное консульство Польши в Алматы

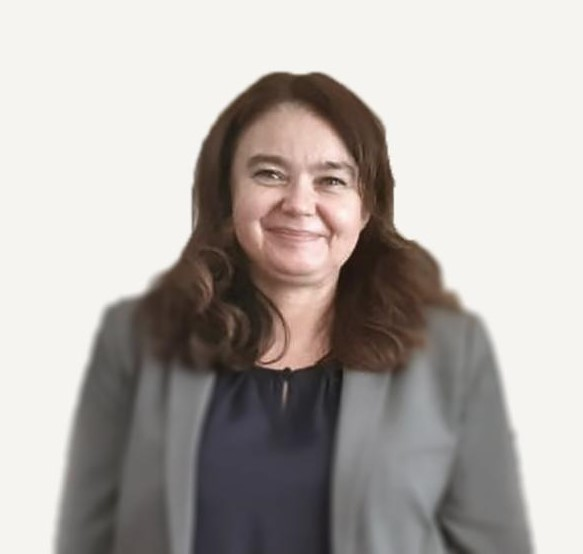
Виолетта Собераньска — Генеральный консул Республики Польша в Алматы

Генеральное консульство Республики Польша в Алматы (пол. Konsulat Generalny Rzeczypospolitej Polskiej w Ałmaty; каз. Алматы қаласындағы Польша Республикасының Бас консулдығы) — польское дипломатическое представительство, расположенное в Казахстане.
Консульский округ Генерального консульства территориально включает в себя Киргизию и следующие области Республики Казахстан: Западно-Казахстанскую, Актюбинскую, Атыраускую, Мангистаускую, Кызылординскую, Туркестанскую, Жамбылскую, Алматинскую, Восточно-Казахстанскую.
Должность Генерального консула с 2019 года занимает Виолетта Собераньска (пол. Violetta Sobierańska) — выпускница Лодзинского университета, русистка, профессиональный переводчик с русского языка, кадровый дипломатический работник.

## Структура
- Генеральный консул — руководитель представительства;
- Административно-финансовый отдел;
- Отдел сотрудничества с польской диаспорой;
- Секретариат[4].